# Championnat d'Angleterre de rugby à XV de 2e division 2017-2018
Navigation
Greene King IPA Championship
 2016-2017 RFU Championship 2018-2019
Le Championnat d'Angleterre de rugby à XV de 2e division 2017-2018 oppose douze équipes anglaises de rugby à XV. Le championnat débute le 2 septembre 2017 et s'achève en mai 2018. À la fin du championnat, l'équipe en tête du classement est promu en Aviva Premiership et la dernière du classement est rétrogradée en National League One.
Les London Irish, vainqueurs RFU Championship, sont promus en première division et sont remplacés par Bristol Rugby. Hartpury University RFC, vainqueur du National League One, est promu en deuxième division et remplace les London Welsh, club qui a déposé le bilan en décembre 2016.

## Liste des équipes en compétition
La compétition oppose pour la saison 2017-2018 douze équipes anglaises de rugby à XV :
| - Bedford Blues - Bristol Rugby - Cornish Pirates - Doncaster Knights | - Ealing Trailfinders - Hartpury University RFC - Jersey Reds - London Scottish | - Nottingham RFC - Richmond FC - Rotherham Titans - Yorkshire Carnegie |

## Classement
| Rang | Club                        | J  | V  | N | D  | Bo | Bd | Pm  | Pe  | Diff | Pts |
| ---- | --------------------------- | -- | -- | - | -- | -- | -- | --- | --- | ---- | --- |
| 1    | Bristol Bears (R)           | 22 | 21 | 0 | 1  | 18 | 1  | 949 | 417 | +532 | 103 |
| 2    | Ealing Trailfinders         | 22 | 16 | 1 | 5  | 15 | 2  | 766 | 522 | +244 | 83  |
| 3    | Bedford Blues               | 22 | 11 | 2 | 9  | 14 | 6  | 654 | 576 | +78  | 68  |
| 4    | Cornish Pirates             | 22 | 12 | 0 | 10 | 10 | 9  | 681 | 577 | +104 | 67  |
| 5    | Jersey Reds                 | 22 | 13 | 1 | 8  | 8  | 3  | 542 | 480 | +62  | 65  |
| 6    | Yorkshire Carnegie          | 22 | 12 | 2 | 8  | 9  | 2  | 518 | 547 | -29  | 63  |
| 7    | Doncaster Knights           | 22 | 9  | 1 | 12 | 13 | 6  | 582 | 615 | -33  | 57  |
| 8    | Nottingham RFC              | 22 | 10 | 1 | 11 | 7  | 3  | 547 | 619 | -72  | 52  |
| 9    | Richmond FC                 | 22 | 9  | 0 | 13 | 6  | 4  | 444 | 597 | -153 | 46  |
| 10   | Hartpury University RFC (P) | 22 | 6  | 1 | 15 | 9  | 7  | 480 | 623 | -143 | 42  |
| 11   | London Scottish             | 22 | 6  | 1 | 15 | 8  | 6  | 521 | 707 | -186 | 40  |
| 12   | Rotherham Titans            | 22 | 2  | 0 | 20 | 2  | 4  | 376 | 780 | -404 | 14  |

|  | promu en Aviva Premiership (no 1).                                   |
|  | Relégué en The National League One pour la saison 2018-2019 (no 12). |
|  | R : relégué 2017 ; P : promu 2017                                    |

Attribution des points : victoire sur tapis vert : 5, victoire : 4, match nul : 2, défaite : 0, forfait : -2 ; plus les bonus (offensif : 4 essais marqués ; défensif : défaite par 7 points d'écart maximum).
Règles de classement : 1. Nombre de victoires ; 2.différence de points ; 3. nombre de points marqués ; 4. points marqués dans les matchs entre équipes concernées ; 5. Nombre de victoires en excluant la 1re journée, puis la 2e journée, et ainsi de suite.

## Bilan de la saison
Terminant la saison à la première place, Bristol Rugby assure sa remontée en Premiership. Les Rotherham Titans, terminant largement derniers du championnat avec seulement deux victoires, sont quant à eux relégués en National League One.